# Система союзов Бисмарка

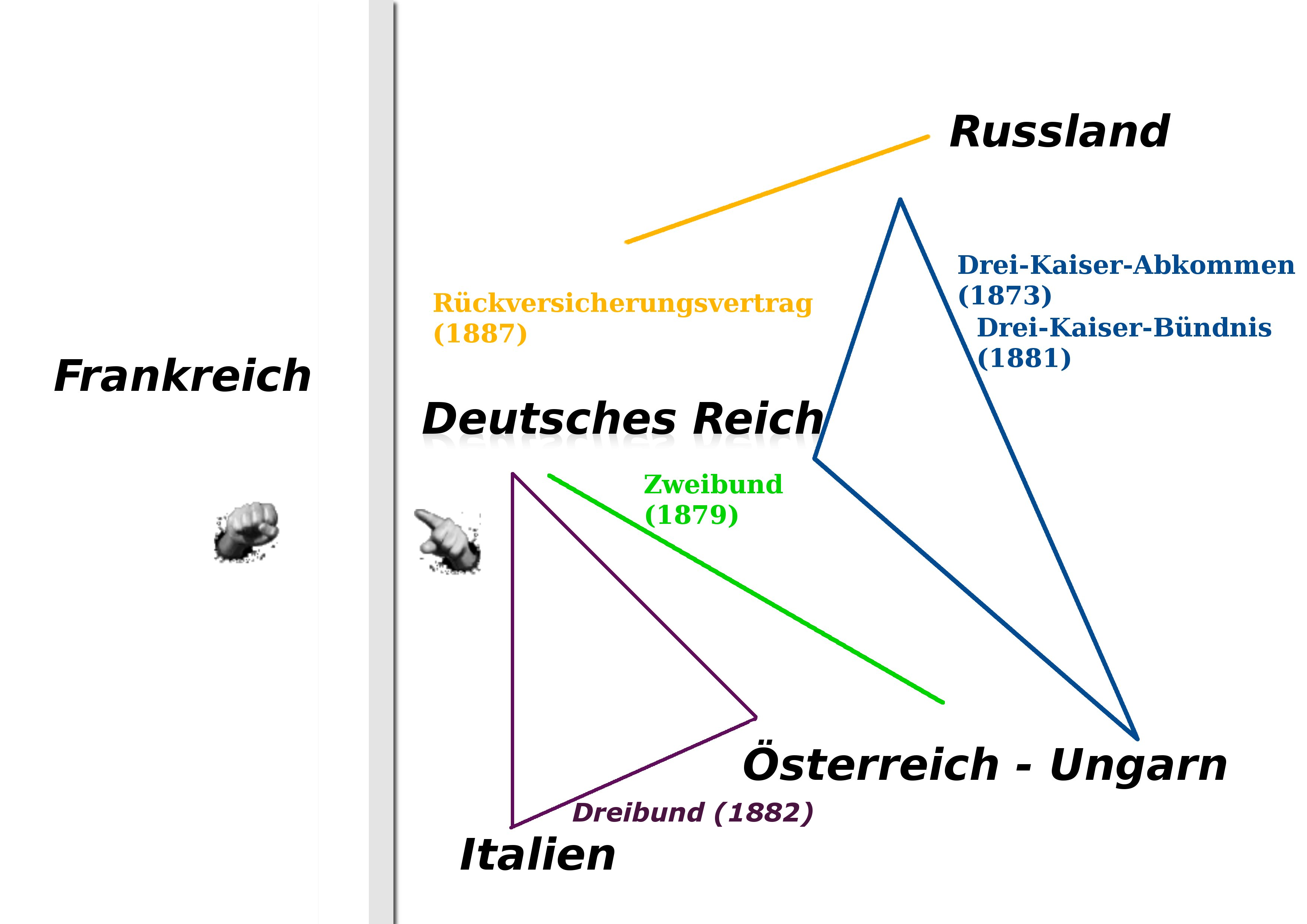
Система союзов Бисмарка

Система союзов Бисмарка (нем. Bündnispolitik Otto von Bismarcks) — название внешней политики рейхсканцлера Отто фон Бисмарка, которой он придерживался с 1871 года по завершении войны с Францией, последней из трёх объединительных войн в создании Германской империи.
Удачное создание немецкого государства существенно изменило условия внешней политики Бисмарка. Германская империя, созданная на основе военного расширения Королевства Пруссия, стала новой великой державой Европы. Бисмарк понимал, что Европа будет сопротивляться дальнейшему расширению Германии, и поэтому он объявил Империю «насыщенной», то есть уже сформированной. Он подтвердил это в своей речи в Рейхстаге в марте 1871 года. Система международных союзов должна была уберечь Германию от войны.

## Начало
По завершении войны с Францией в 1871 году Бисмарк стремился обезопасить Германию и изолировать Францию.
Первым шагом в этом направлении стал «Союз трёх императоров», заключенный между Австро-Венгрией, Россией и Германской империей в 1873 году. В первую очередь, это соглашение должно было обеспечить мир между тремя державами; для Германии было важно то, что Россия воздерживалась от союза с Францией. Для Бисмарка это было решающим, поскольку позволяло избежать войны на два фронта.
Бисмарк решил перенести внимание в международных отношениях на дипломатию, он сформулировал цель достижения «общеполитической ситуации, когда все государства, кроме Франции, благодаря их взаимоотношениям по возможности воздерживаются от коалиций против нас».

## Берлинский конгресс

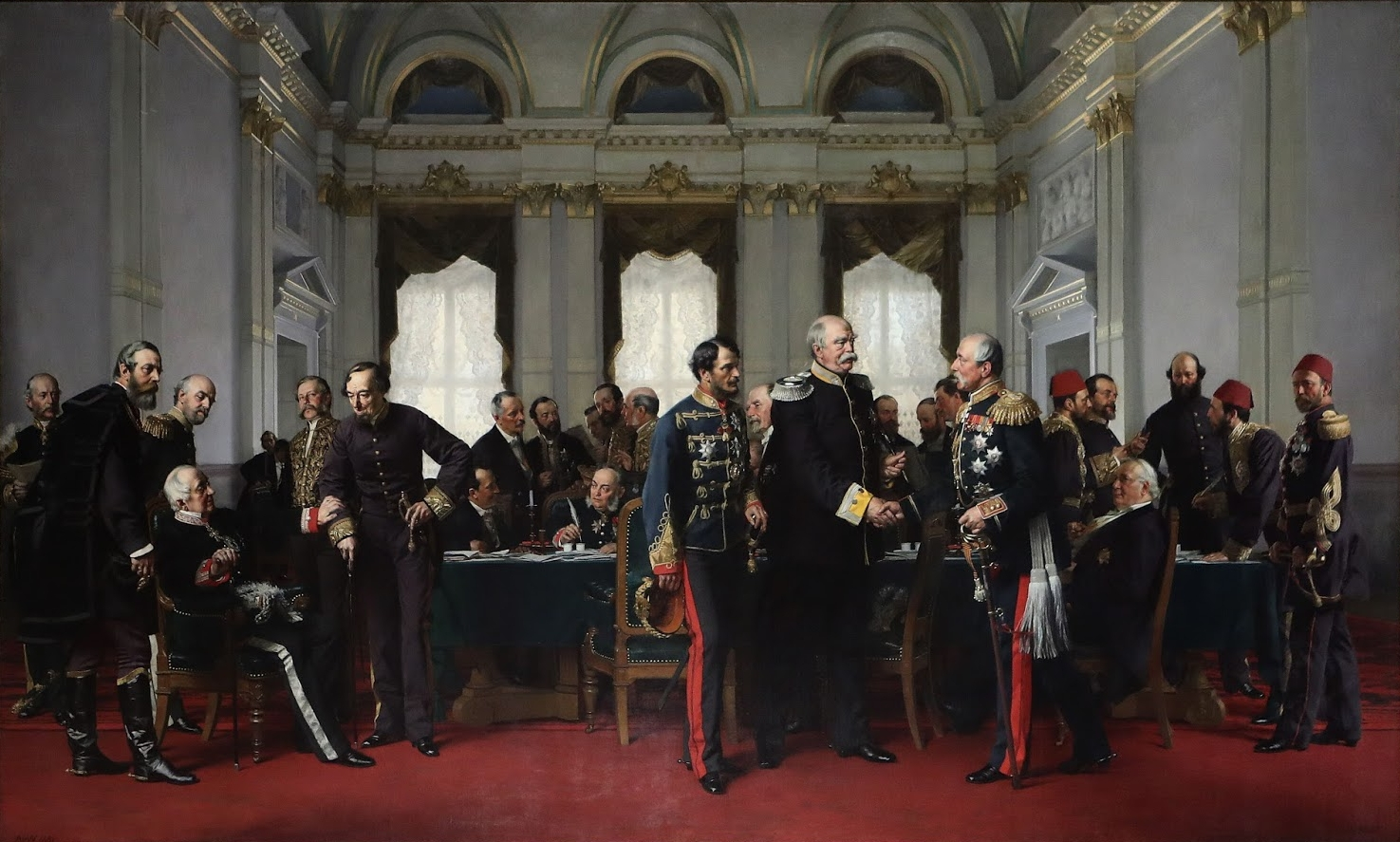
Берлинский конгресс, картина Антона фон Вернера; в середине впереди: Отто фон Бисмарк.

В феврале 1878 года Бисмарк заявил о готовности выступить как «честный посредник» на мирных переговорах между воюющими сторонами в Русско-турецкой войне, спровоцированной Балканским кризисом.
Эти переговоры, так называемый Берлинский конгресс, состоялись по предложению российского министра иностранных дел в Германии, поскольку Германская империя не имела никакого интереса на Балканах, как заявил Бисмарк в декабре 1876 года. Поэтому для всех задействованных сторон Германия выглядела как нейтральный посредник.

## Политика баланса сил
Бисмарк хотел заложить основу политики баланса сил на Берлинском конгрессе. Сначала было трудно привлечь Россию в эту политическую систему, поскольку несмотря на успешные военные кампании Болгария должна была уступить выход к Эгейскому морю.
Император Александр II возложил ответственность за это на Бисмарка, и считал, что на переговорах Бисмарк не был нейтральным; своё недовольство император выразил в так называемом письме-пощечине (нем. Ohrfeigenbrief).

### Двойственный и Тройственный союз
В 1879 году Бисмарк заключил с Австро-Венгрией «Австро-германский договор», первый из ряда будущих союзных договоров. Договор предусматривал, что в случае нападения со стороны России на какого-либо из союзников другой должен предоставить полную военную помощь. Отношения между Австро-Венгрией и Россией были напряженными из-за продолжительного кризиса на Балканах и из-за панславизма ориентированных на Россию славянских народов империи.
Из-за колониальных интересов в Ливии возник конфликт между Италией и Францией, которая также имела интерес в Северной Африке. Этот конфликт приблизил Италию к Австро-Германскому союзу. В 1882 году Италия заключила оборонительный союз (так называемый Тройственный союз) с Германской империей и Австро-Венгрией против Франции.

### Союз трёх императоров
Сразу после заключения союза между Германией и Австро-Венгрией Бисмарк попытался установить более близкие отношения с Россией. Царь Александр II осознавал, что Австро-германский договор существенно ограничивал его свободу действий и требовал поиска взаимопонимания с обоими государствами и поддержал тайный договор о нейтралитете с ними. Союз трёх императоров был заключён 1881 году; согласно ему в случае войны одного из союзников с посторонней страной остальные два должны сохранять нейтралитет. Так, Германия и Австрия не могут поддержать Англию в войне против России, а также Австрия и Россия в случае войны между Германией и Францией имели право остаться в стороне. Это одновременно перекрыло возможность союза между Францией и Россией против Германии и / или Австро-Венгрии.
Также соглашением было предусмотрено проведение взаимных консультаций относительно будущих изменений на Балканах. После выступления Австрии на стороне Сербии в Болгарском кризисе 1885 без согласования с Россией Союз трёх императоров распался.

### Средиземноморская Антанта
В 1887 году Бисмарк способствовал созданию Средиземноморской Антанты, союза между Англией, Италией, Испанией, и Австро-Венгрией. Союз был призван сохранить статус-кво в Средиземном море. Была сохранена возможность экспансии Англии в Египет и Италии в Ливию.
Германия способствовала созданию такого объединения, чтобы привлечь Англию к Тройственному союзу. Также следовало защитить Османскую империю от посягательств со стороны России.

### Договор перестраховки
В завершение системы союзов Бисмарком был заключён секретный договор перестраховки. Заключённый между Россией и Германией в 1887 году после создания тайного союза трёх императоров вследствие Болгарского кризиса 1885—1886 гг, договором был предусмотрен нейтралитет в случае неспровоцированного нападения Австро-Венгрии на Россию или Франции на Германию и признавались интересы России в морских проливах Турции и Болгарии. Таким образом, этот договор был антиподом Средиземноморской Антанты.

## После отставки Бисмарка
Вскоре после отставки Бисмарка в 1890 году созданная им система союзов распалась. В отличие от консервативного канцлера, молодой император Вильгельм II проводил агрессивную политику «развязанных рук», чтобы вывести Германию на мировую арену.
В 1891 году был заключён Франко-русский союз, тем самым воплотились опасения Бисмарка относительно угрозы войны на два фронта.
Отношения с Великобританией ухудшились ещё больше из-за военно-морской политики Вильгельма, что привело к сближению Англии с бывшим врагом, Францией, и подписанию 8 апреля 1904 года Англо-французского союза. После вступления России в этот союз (Антанта), вместо достигнутой Бисмарком изоляции Франции в изоляции оказалась сама Германия. Ошибочно надеясь на нейтралитет Британской империи и США, Германия вместе с Австро-Венгрией вступила в Первую мировую войну. 
Последний весомый союзник Германской империи, Италия, в ходе Первой мировой войны перешла на другую сторону и, согласно Лондонскому соглашению 1915, должна была получить часть территории Австро-Венгрии по завершении войны.